# 湖南建设问题的根本问题——湖南共和国
《湖南建设问题的根本问题——湖南共和国》，是聯省自治時期毛澤東所發表的一篇政治文章。

## 背景
由清末籌備立憲開肇始，大清各省推動自行議決地方事務，傳統鄉土觀念濃厚疊加下提升各地進一步重視在地利益。憲政編查館曾奏稱有謂: 「立憲政體之要義，在予人民以與聞政事之權， 而使為行政官吏之監察。……諮議局為地方自治與中央集權之樞紐，必使下足裒集一省之輿論， 上仍無妨國家統一之大權」。 隨後自治思潮一併興起，包括建設「新湖南」、「新廣東」等主張接踵提出。武昌起義各省更以「獨立」為響應，舉動有顯各地自立意識已潛滋暗長。時胡適表示此狀態表明中國在久 「合」後再呈「分」的趨勢， 即「聯邦論」已呼之欲出  
到了民国初年，聯省自治雖受知識分子和很多省的督軍擁護，但基於當權與非當權利益的差異，分化為兩種派別。傾向當權一派（官治派）的主張便偏於保守、在如實際省內立法上也屬裝點門面性質。而非傾向當權者的另一派（民治派），就則將自治運動看得非常認真，希望藉此契機廢除督軍的統治，真正實現民主和自治。对民国军阀割据的问题，也就有了联邦主义主张。而具體到當時湖南，毛澤東就屬於民治一派的代表——與彭璜、龍兼公齊名，在與以譚延闓、趙恆惕為代表的官治派相爭持之下掀起了湖南自治运动，加上趕上一戰後民族自决呼聲進一步高漲，「各省人民自決主義」也順而產生出來。

## 發文及時局影響
1919年7月22日譚延闓以湘軍總司令兼湖南督軍的名義，向全國發出「榪電」宣布湖南自治，宣稱實行民治以維湘局。毛澤東7月初從上海回到湖南，為進一步提倡湖南人民自決，並與譚延闓的「官治」相對立，便運用他在湖南《大公報》做特約記者的身份，自9月3日起，於《大公報》上第二版開辟「湖南建設問題」專欄，開始以個人或聯名名義連續在長沙、上海等地報章刊文宣揚主張。
在1920年9月3日於《大公報》發表該，主張中國分裂為二十七國時提出：
|  | 中國呢？也醒覺了（除開政客官僚軍閥）。九年假共和大戰亂的經驗，迫人不得不醒覺，知道全國的總建設在一個期內完全無望。最好辦法，是索性不謀總建設，索性分裂，去謀各省的分建設，實行「各省人民自決主義」。二十二行省三特區兩藩地，合共二十七個地方，最好分為二十七國。 |

該文章登出後，在長沙城內乃至全省都鬧得沸沸揚揚，激發了湖南士紳學子對譚延闓「湘人治湘」政策的強烈剖析和批駁。而譚延闓就匆忙在隨後9月13日召集「自治會議」，決定由省政府和省議會各推舉若干人充任「湖南自治會」的起草員，草擬「省憲法」並再召開制憲會議。

## 研究
該文收錄於1990年出版的《毛澤東早期文稿1912.6～1920.11》。部份學者研究文章觀點，認為1920年代時毛澤東屬於中國分裂主義者。另一些學術觀點認為，毛澤東青年時代理想中的國家模式也仍然是「大一統」，研究當時他之所以提出激進主張，可能與同期如「 先謀地方的局部改造」認知類似，屬於退而求其次地提出分別的解決之道。